# Robert Heyer
Robert Heyer (* 10. April 1935) ist ein ehemaliger deutscher Fußballspieler. Für den SC Chemie Halle-Leuna und dessen Nachfolgeklubs bestritt er zwischen 1955 und 1966 210 Erst- und Zweitligaspiele und erzielte dabei vier Tore. 1956 wurde er mit dem SC Chemie Halle DDR-Pokalsieger. Heyer ist dreifacher DDR-Nachwuchsnationalspieler.

## Sportliche Laufbahn
Am 27. März 1955 bestritt Robert Heyer sein erstes Spiel in der DDR-Oberliga, der höchsten Spielklasse im DDR-Fußball. Im 22. Punktspiel des SC Chemie Halle-Leuna wurde er als linker Verteidiger eingesetzt. Es blieb sein einziger Oberligaeinsatz in der Saison 1954/55. Der SC Chemie stieg am Saisonende in die DDR-Liga ab und musste zunächst im Herbst 1995 eine 13 Spiele umfassende Übergangsrunde absolvieren, mit der der DDR-Fußball zum Kalenderspieljahr übergeleitet wurde. Heyer wurde in der Übergangsrunde zwölfmal eingesetzt. In der DDR-Liga-Saison 1956 avancierte Heyer zum Stammspieler, bei den 26 ausgetragenen Punktspielen fehlte er nur einmal. Damit war er ein wichtiger Garant für den sofortigen Wiederaufstieg des Sportclubs. Dieser schloss die Saison mit dem Gewinn des DDR-Fußballpokals ab. Im Endspiel, das mit 2:1 gegen den ZASK Vorwärts Berlin gewonnen wurde, wirkte Heyer als linker Verteidiger mit. Ebenfalls 1956 wurde Heyer in den Kader der DDR-Nachwuchsnationalmannschaft berufen, mit der er zwei Länderspiele bestritt.
Seinen Stammspielerstatus konnte Heyer auch in den beiden folgenden Oberligaspielzeiten 1957 und 1958 verteidigen, er konnte lediglich in fünf Punktspielen nicht eingesetzt werden. 1958 bestritt er ein weiteres Länderspiel mit der DDR-Nachwuchsauswahl, während Halle erneut abstieg. Heyer gehörte wieder zur Hallenser Stammelf, die für die umgehende Rückkehr in die Oberliga sorgte. Im Laufe dieser Saison fusionierte der SC Chemie Halle-Leuna mit dem SC Wissenschaft Halle zum SC Chemie Halle. In den Oberligaspielzeiten 1960 und 1961/62 (Rückkehr zum Sommer-Frühjahr-Spielrhythmus) mehrten sich die Ausfälle bei Heyer, 1960 fehlte er fünfmal, von den 39 Punktspielen 1961/62 bestritt er nur 25 Begegnungen. So verpasste er 1962 auch den zweiten Pokalsieg der Hallenser (3:1 gegen Dynamo Berlin).
In den folgenden Spielzeiten setzte sich der Abwärtstrend bei Heyer fort. 1962/63 spielte er nur zehnmal in der Oberliga, konnte aber wenigstens das Hinspiel der beiden Spiele im Europapokal der Pokalsieger 1962/63 gegen den OFK Belgrad (0:2, 3:3) bestreiten. Auch 1963/64 absolvierte er nur 18 der 26 Oberligaspiele, wobei er immerhin die Rückrunde voll durchspielen konnte. In der Saison 1964/65, der SC Chemie war erneut abgestiegen, verhalf Heyer mit 27 Einsätzen bei 30 DDR-Liga-Spielen dem Club noch einmal zum sofortigen Wiederaufstieg. 1965/66 wurde Heyer in die 2. Mannschaft des SC Chemie versetzt, die in der viertklassigen Bezirksklasse Halle spielte. Daneben wurde er in der Oberliga noch in sechs Spielen eingesetzt, 1966/67 bestritt Heyer ein letztes Spiel in der Oberliga. 1966 wurde aus der Fußballsektion des SC Chemie der Hallesche FC Chemie. 1968 stieg Heyer mit dem HFC in die Bezirksliga Halle, 1969 in die DDR-Liga auf. Danach beendete er seine Laufbahn als Leistungssportler.